# Croix de cimetière de Villedieu-la-Blouère
La croix de Villedieu-la-Blouère est une croix située à Villedieu-la-Blouère, en France.

## Localisation
La croix est située dans le département français de Maine-et-Loire, sur la commune de Villedieu-la-Blouère.

## Historique
L'édifice est inscrit au titre des monuments historiques en 1968.